# 小行星3028
小行星3028（3028 Zhangguoxi）是一颗围绕太阳公转的小行星。1978年10月9日，紫金山天文台在南京发现了此天体。
該小行星以中國企業家張果喜命名。
这颗小行星的绝对星等为10.79464308403497等。